# 今井仁美
今井 仁美（いまい ひとみ、1990年3月20日 - 2021年4月13日）は、音楽&ダンスユニット・YO_OYおよび姉妹ユニット・f-windyの元メンバー。埼玉県出身。

## 略歴・人物
身長154cm、血液型はO型。
元は女性ミュージカル集団「東京メッツ」のジュニアチームである「東京リトルメッツ」の一員。同集団解散後、元団員たちで構成されるユニット「YO_OY」のメンバーとなる（この経緯はhy4_4yhを参照）。
その後、同ユニットとしてのイベント、ライブ、CDリリースと活動を続けるが、後に脱退。その後、実姉にして元・東京メッツの一員である今井沙那恵と共に「f-windy」を結成、ライブ中心に活動中。その他、各種広告やVPのモデルもこなしている。
趣味は愛犬と遊ぶこと。
2021年4月13日、心臓発作により逝去（享年31）。

## 出演

### テレビドラマ
- 恐竜戦隊ジュウレンジャー（1992年、テレビ朝日）
- 池中玄太80キロ スペシャル（1992年、日本テレビ）

### 舞台
- 赤毛のアン（1996年）ミニー 役
- レ・ミゼラブル（1997年）リトルコゼット 役 / リトルエポニーヌ 役
- チェンナムの夢（1998年）
- オズの魔法使い（1998年）マンチキン伝令 役
- アニー（1999年）シャーリー 役
- トラップ一家物語（2000年）マリア 役
- フレディ -いのちの旅-（2001年）
- アニー（2002年）タップキッズ

### CM
- ららぽーとスキードームSSAWS（1996年）
- 日本団体生命（1998年）
- 総理府 リサイクル推進（1999年）
- アリコジャパン（2005年）
- 栄光ゼミナール（放映時期不明）